# Crna Klada
Crna Klada  je bivše naseljeno mjesto u Hrvatskoj, regiji Slavonija u Osječko-baranjskoj županiji i pripadalo je nekadašnjoj općini Našice.

## Zemljopisni položaj
Crna Klada se nalazila na južnim obroncima Krndije, 500 metara od županijske ceste ŽC 4093 Našice- Granice- Rozmajerovac. Selo se nalazilo na 45° 25' 10" sjeverne zemljopisne širine i 18° 5' 10" istočne zemljopisne dužine te na 225 metara nadmorske visine. Susjedna naselja su bila jugoistočno Granice, zapadno Londžica a sjeverno Ceremošnjak. Površine nekadašnjeg naselja pripadaju katastarskoj općini Londžica.

## Stanovništvo
| broj stanovnika |       |       |       |       |       |       |       |       | 109   | 120   | 111   | 34    | 1     |       |       |       |       |
|                 | 1857. | 1869. | 1880. | 1890. | 1900. | 1910. | 1921. | 1931. | 1948. | 1953. | 1961. | 1971. | 1981. | 1991. | 2001. | 2011. | 2021. |

## Povijest
Naselje je nastalo 1939. Pedesetih godina prošlog stoljeća u 30 kuća bilo je 120 stanovnika koji su živjeli od poljoprivrede. Iseljavanje crnokladačkog stanovništva koje se raspršilo na sve strane svijeta počelo je 1971., da bi Crnu Kladu krajem 1981. napustila i posljednja stanovnica. Većinu stanovništva su činili doseljenici iz Hrvatskog zagorja s područja današnje općine Bednje. U svibnju 2012. obnovljena je i posvećena kapelica Sv. Izidoru koji je bio nebeski zaštitnik nekadašnjeg sela uz prisustvo velikog broja bivših stanovnika i onih koji imaju podrijetlo iz tog nekadašnjeg sela. 

## Vanjska poveznica
- http://www.nasice.hr/